# Pedro de la Gasca

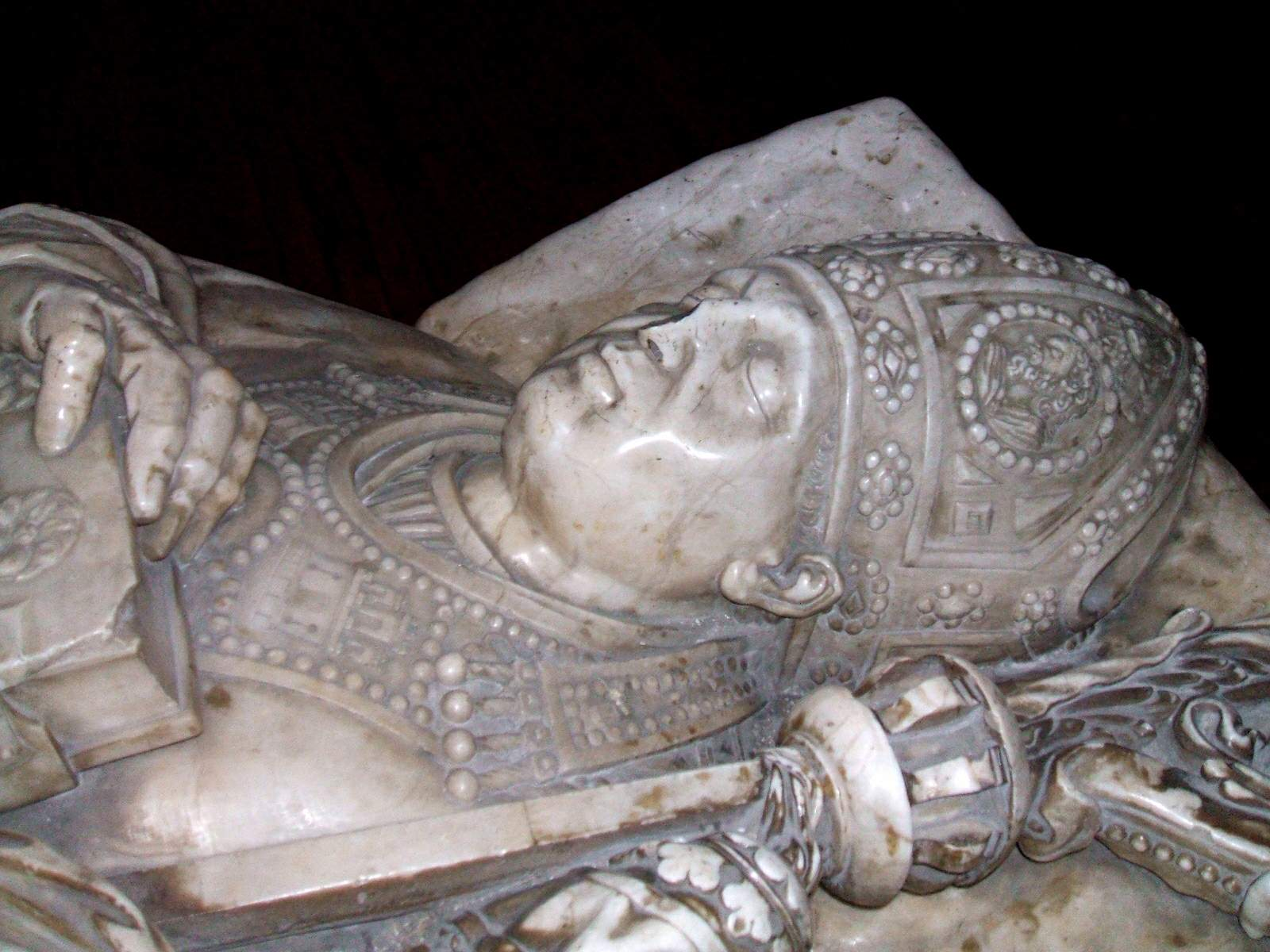
Grabdenkmal aus dem Jahr 1571

Pedro de la Gasca (* August 1493 in Navarregadilla, Provinz Ávila; † 10. November 1567 in Sigüenza) war ein spanischer Jurist und Bischof. Durch sein Verhandlungsgeschick gelang es ihm, den Aufstand der Encomenderos in Peru im Jahr 1548 ohne große Verluste zu beenden.

## Familie
Pedro de la Gasca kam im August 1493 in einem Ort zur Welt, der als „La Caballería de Navarregadilla“ bekannt war. Der Ort lag nahe der heutigen Stadt Santa María de los Caballeros in der Provinz Ávila. Pedro de la Gasca war der älteste Sohn von Maria Gasca und Juan Jiménez de Avila. Seine Eltern entstammten dem Kleinadel und lebten in gesicherten wirtschaftlichen Verhältnissen. Seine Schwestern waren María de la Gasca, die einen Bürger aus El Barco de Ávila heiratete und María de los Apóstoles, die als Ordensschwester in ein Dominikanerinnenkloster eintrat. Seine Brüder waren Juan Jiménez de Avila der später Regidor in Málaga wurde, Francisco Jiménez de Avila, er war später Kanoniker in Palencia und Diego de la Gasca, der zeitweise in Salamanca zusammen mit Pedro de la Gasca Rechtswissenschaften studierte und Richter (Oidor) an der Chancillería de Valladolid und Mitglied des Consejo Real de Castilla wurde. Ein Onkel war der Lizenziat (Licenciado) Diego González del Barco. Der Kleriker hatte enge Kontakte zu Kardinal Francisco Jiménez de Cisneros, dem Erzbischof von Toledo.

## Aussehen
Der Schriftsteller Inca Garcilaso de la Vega wies darauf hin, dass Pedro de la Gasca sehr klein war, mit eigenartigem Körperbau. Von der Taille abwärts hatte er einen Körper wie jeder große Mann. Von der Taille bis zu den Schultern mass er nicht einmal ein Drittel. Auf dem Pferd reitend erschien er kleiner als er war. Das Gesicht war hässlich.

## Studium
Seinen ersten Unterricht erhielt Pedro de la Gasca in El Barco de Ávila. Später schickten seine Eltern ihn nach Salamanca, um dort einen Unterricht zu bekommen, der ihn auf ein Universitätsstudium vorbereiten sollte.
Das Studium der Freien Künste an der Universität Alcalá beendete er als Magister (Maestro). Ab dem ersten Halbjahr 1519 studierte Pedro de la Gasca Theologie als Kollegiat (Colegial) des Colegio Mayor de San Ildefonso in Alcalá de Henares. Die Universität von Alcalá de Henares, die im Jahr 1508 ihren Lehrbetrieb aufnahm, war von Francisco Jiménez de Cisneros mit dem Ziel gegründet worden, die Ausbildung der Theologen im Königreich Kastilien zu verbessern. Grundlage des Theologiestudiums bildeten umfassende Kenntnisse der lateinischen, griechischen und hebräischen Sprachen. Optimale Studienbedingungen und hervorragende Professoren ermöglichten es den Theologiestudenten alle damaligen Strömungen, den Scotismus, den Nominalismus und den Thomismus, kennenzulernen. Das Studium der Theologie schloss Pedro de la Gasca 1521 als Lizenziat (Licenciado) ab.
Während der Zeit der Comuneros-Aufstände, die auch an der Universität Alcalá zu starken Unruhen führten, stand Pedro de la Gasca auf der Seite der Königstreuen.
Zusammen mit seinem Bruder, Diego de la Gasca, begann Pedro de la Gasca im Januar 1522 in Salamanca das Studium des Allgemeinen- und Kanonischen Rechts (Leyes y Cánones). Im Februar des Jahres 1531 wurde er zum Subdiakon geweiht.
Im Jahr 1531 wurde Pedro de la Gasca Mitglied des Colegio Mayor de San Bartolomé in Salamanca. Dieses Colegio war das Ausbildungszentrum der bedeutendsten Politiker Spaniens in der Renaissance. Mit einigen seiner Studienkollegen arbeitete er später in Valencia und Amerika zusammen. Er schloss das Studium des Allgemeinen– und Kanonischen Rechts an der Universität Salamanca als Lizenziat (Licenciado) ab.

## Juristische und kirchliche Tätigkeit
Nach Beendigung des Studiums übernahm Pedro de la Gasca verschiedene Aufgaben, zum Teil nur für kurze Zeit, in Vertretung der Amtsträger. Er wurde Leiter der Domschule (Maestrescuela) von Salamanca und stellvertretender Richter der Diözese. Kardinal Juan Pardo de Tavera, der Erzbischof von Toledo berief Pedro de la Gasca 1537 in das Amt des Vicario eclesiástico (Vertreter des Bischofs) in Alcalá de Henares. Der lange Aufenthalt in Salamanca prägte seinen Charakter als Politiker, er vertiefte hier seine universitäre Ausbildung, er kam in Kontakt mit den hervorragendsten Vertretern der spanischen Gedankenwelt seiner Zeit, er gewann Geschicklichkeit in der Praxis der Justizverwaltung und übte verschiedene Verwaltungsfunktionen aus.
Als Ausdruck der Anerkennung der persönlichen Qualitäten schlug Kardinal Tavera, der Vorsitzender (Großinquisitor) der Spanischen Inquisition (Consejo de la Suprema y General Inquisición) war, ihn für eine Stelle in diesem Gremium vor. Im Januar 1541 begann er dort seine Tätigkeit als Richter (oidor).
Ein Fall, der den Consejo de la Suprema y General Inquisición in dieser Zeit stark beschäftigte, war von den Richtern des Santo Oficio de Valencia vorgelegt worden. In dem Prozess ging es um zeremonielle Kreuzschändungen durch eine Gruppe von Marranen. Was das Urteil in diesem Fall so kompliziert machte, waren die unterschiedlichen Aussagen der zahlreichen Zeugen und die Unbeständigkeit der Angeklagten, die ihre Geständnisse widerriefen, die sie im Bezug auf ihre eigene Schuld und auf das Verhalten anderer gemacht hatten. Im Oktober 1541 wurde im Consejo de la Inquisición der Beschluss gefasst, Francisco de Navarra und Pedro de la Gasca, die im Colegio Mayor de San Bartolomé Studienkollegen waren, in das Königreich Valencia zu entsenden. Sie erhielten die Aufgabe die Angelegenheit von Grund auf zu erforschen und so lange in Valencia zu bleiben, bis der Prozess abgeschlossen war.

## Visitator im Königreich Valencia
Nach einem persönlichen Gespräch betraute Karl V. ihn 1542 mit einer juristisch-politischen Aufgabe, die ein hohes diplomatisches Geschick erforderte. Er sollte eine allgemeine Überprüfung der Amtsführung der Beamten der Krone, zu denen damals auch die Richter zählten, im Königreich Valencia vornehmen. Für diese Tätigkeit bekam er, durch ein Breve des Papstes, das Recht in Probleme einzugreifen, die normalerweise außerhalb der Tätigkeit von Klerikern liegen. Die Cortes von Valencia hatten diese allgemeine Überprüfung (visita general) ausdrücklich gebilligt. Pedro de la Gasca verbrachte drei Jahre im Gebiet von Valencia. In dieser Zeit befasste er sich mit den Problemen der Bekehrung und Festigung der Gemeinschaft der Morisken, der Vorbereitungen für die Verteidigung des Königreiches, er verbesserte die Rechnungslegung der Finanzbeamten und führte eine Rechenschaftspflicht der Justizbeamten ein. Eine besondere Schwierigkeit bestand für Pedro de la Gasca darin, dass es im Königreich Valencia ein eigenes Rechtssystem gab, das sich vom Rechtssystem Kastiliens in vielen Punkten unterschied, und dass die meisten Personen, mit denen er zu tun hatte Valencianisch sprachen, eine Varietät der katalanischen Sprache. Durch die Tätigkeit in Valencia erhielt er genaue Kenntnisse der Funktionsweise verschiedener Arten von Verwaltung. Seine Tätigkeit ist durch eine ganze Reihe von Berichten, die er an Karl V. schickte, gut dokumentiert.

## Präsident der Audiencia de Lima

### Vorgeschichte
Mit den Leyes Nuevas, die Karl V. im November 1542 erließ, beabsichtigte er Neuerungen in der amerikanischen Verwaltung einzuführen, die die Macht der Krone stärken und die Ureinwohner schützten sollten. Der Versuch des 1543 ernannten ersten Vizekönigs von Peru, Blasco Núñez de Vela diese Vorschriften durchzusetzen, führte 1544 zu dem Aufstand der Encomenderos in Peru. In Cusco, der Hauptstadt des zerstörten Inkareiches, wurde Gonzalo Pizarro von den örtlichen Kolonisten zum Generalbevollmächtigten („Procurador general“) des Landes und Generalkapitän („Capitán general“) eines Heeres der Aufständischen bestimmt. Nachdem dieses Heer die Hauptstadt Lima erreicht hatte, verzichtete der Vorsitzende der Audiencia de Lima, Diego de Cepeda vor der Übermacht des Militärs auf jeden Widerstand, und unterschrieb, als Vertreter des Vizekönigs, am 23. November 1544 die Ernennung Gonzalo Pizarros zum Gouverneur des Landes.
Kaiser Karl V., der in Spanien als König Karl I. herrschte, hatte 1543 seinen damals sechzehnjährigen Sohn Philipp zum Regenten in Spanien eingesetzten. Er hielt sich im Juni 1545 mit seinem Hof in Valladolid auf. Hier trugen Abgesandte der beiden sich in Peru bekämpfenden Parteien ihre Sicht des Geschehens vor. Bei den Beratungen der Mitglieder des Indienrates (Consejo de Indias) und des Staatsrates (Consejo de Estado) ergaben sich zwei Vorgehensmöglichkeiten: Entweder der König benennt einen Militärexperten der das Kommando über die königlichen Truppen ausübt und die aufständischen Siedler exemplarisch bestraft oder er entsendet eine Person in das Vizekönigreich Peru, die mit Klugheit und Verhandlungsgeschick zwischen beiden Seiten vermittelt, mit dem Ziel, die Aufständischen zur Unterwerfung unter die Herrschaft des Königs und die Einhaltung der Gesetze zu bewegen. Durch die Ernennung einer Person mit diplomatischen Fähigkeiten, so war die Meinung der Mehrheit der Mitglieder der Rates, würden umfangreiche Ausgaben für Ausrüstung und Soldaten erspart und ein unnützes Blutvergießen vermieden. Einer der Kandidaten, die der Consejo für diese Aufgabe vorschlug, war Pedro de la Gasca. Am 29. August 1545 wurde dieser darüber informiert, dass der König ihn nach Amerika schicken wolle. Am 3. Oktober 1545 verließ Pedro de la Gasca das Königreich Valencia um sich am Hof des Regenten, der sich zu der Zeit in Madrid aufhielt, auf seine neue Aufgabe vorzubereiten.

### Vorbereitung auf die Reise nach Peru
In Venlo unterschrieb König Karl am 16. Februar 1546 die Ernennung Pedro de la Gascas zum Vorsitzenden der Audiencia de Lima zusammen mit einer Sammlung von Anordnungen, königlichen Verfügungen und Befehlen die im Zusammenhang mit dessen Aufgabe in Amerika standen. In einer vierzehn Kapitel umfassenden Anweisung des Königs wurde Pedro de la Gasca das Recht zugestanden, seine Nachfolge im Amt einer ihm als geeignet erscheinenden Person zu übertragen. Er erhielt die Vollmacht, alle Straftaten zu vergeben und Encomiendas über Gruppen von Ureinwohnern zu gewähren. Er erhielt den Auftrag die Amtsführung des Vizekönigs Nuñez Vela und aller Beamten und Richter, die in Peru Dienst taten, zu überprüfen. Er erhielt die Vollmacht, Mittel der königlichen Steuern zu verwenden für alles, was notwendig war für das Unternehmen und für seinen eigenen Unterhalt. Außer den genannten Befugnissen erweiterte der König seine Generalvollmacht dadurch, dass Pedro de la Gasca alle Arten von Ämtern vergeben und alle Verhandlungen im Namen des Königs führen konnte. In den Anweisungen betonte der König, dass Pedro de la Gasca verpflichtet sei, die Leyes Nuevas strikt einzuhalten, mit Ausnahme der Artikel, die aufgehoben oder geändert worden waren.

### Reise nach Amerika
Nachdem er alle notwendigen Papiere für seine Aufgabe in Amerika zusammengestellt hatte, verließ Pedro de la Gasca am 16. März 1546 Madrid. Etwa dreißig Personen begleiteten ihn. Zu dieser Gruppe gehörten Alonso de Alvarado, ein Veteran der amerikanischen Kolonisation, der gerade mit dem Titel eines Marschalls von Peru geehrt worden war, Francisco Maldonado, den Gonzalo Pizarro zur Vertretung seine Ansprüche an den Hof des Regenten geschickt hatte, Pascual de Andagoya, Gouverneur von Río de San Juan, der aufgrund seiner langjährigen Erfahrung bei den Konquistadoren ein hohes Ansehen hatte. Es gab auch andere, weniger berühmte Begleiter, die Verbindungen zu Militärs, der Kirche und anderen gesellschaftlich bedeutenden Kräften herstellen sollten. Außerdem reisten zwei neue, von Pedro de la Gasca vorgeschlagene Richter der Audiencia von Lima mit, Andrés de Cianca und Íñigo de Rentería. Am 26. Mai 1546 verließ das Schiff mit Pedro de la Gasca und seinen Begleitern an Bord, den Hafen von Sanlúcar de Barrameda. Am 27. Juli 1446 erreichten sie Nombre de Dios an der mittelamerikanischen Ostküste und reisten am 13. August 1546 weiter nach Panamá an der Westküste.

### Versuch einer friedlichen Lösung
Bei seiner Ankunft in Amerika erklärte Pedro de la Gasca die Verpflichtung aller Vasallen, den Befehlen ihres „Königs und natürlichen Herrn“ treu zu gehorchen. Er wies darauf hin, dass Karl V. die Teile der Leyes Nuevas, die zum Aufstand der Encomenderos geführten hatten, aufgehoben habe und bereit sei, die während der Rebellion begangenen Verbrechen zu begnadigen. Die Aufständischen sollten die Waffen niederlegen, da der Grund für ihr Aufbegehren entfallen sei.
Mit Hilfe des Marschalls Alonso de Alvarado gelang es ihm, viele militärische Führer davon zu überzeugen, Briefe an Gonzalo Pizarro zu schreiben, um ihm das Vorhaben verständlich zu machen, das der „heilige Mann“ (Pedro de la Gasca) zu verwirklichen versuchte. Eines der Elemente, die Pedro de la Gasca auszunutzen versuchte, war sein religiöser Status. Das Argument, dass der Monarch einen Priester schickte, um den Aufstand zu beenden, wurde in den Briefen und Veröffentlichungen als Zeichen für den Friedenswillen des Königs hervorgehoben.
Gonzalo Pizarro, der von vielen Encomenderos unterstützt wurde, lehnte das Angebot ab und verlangte in seinem Amt als Gouverneur bestätigt zu werden. Pedro de la Gasca war sich der Aussichtslosigkeit einer friedlichen Lösung bewusst und entschloss sich daher, die anderen spanischen Besitzungen in Amerika um Hilfe zu bitten, um eine schlagkräftige Armee gegen Gonzalo Pizarro aufzustellen: Er sandte zu diesem Zweck Boten zu den Audiencias von Mexiko, Guatemala und Santo Domingo und bat gleichzeitig die Gouverneure von Cartagena de Indias, Nueva Granada und Popayán um ihre militärische Unterstützung. Am 26. September schrieb er einen Brief an Pizarro, in dem er darauf hinwies, dass es für ihn unmöglich sein würde, dem Angriff einer mächtigen, im Namen des Königs aufgestellten Armee zu widerstehen.
Im November 1546 unterstellten sich die Hauptleute der im Hafen von Panama liegenden Flotte unter Pedro de Hinojosa der königlichen Herrschaft. Am 1. Dezember 1546 ernannte Pedro de la Gasca Pedro de Hinojosa im Namen des Königs zum Generalkapitän des Feldzuges gegen die Aufständischen unter Gonzalo Pizarro. Obwohl die Ernennung geheim gehalten wurde, kam dieser Schritt praktisch einer Kriegserklärung gleich. Da „sanfte“ Mittel keinen Erfolg versprachen, sah Pedro de la Gasca als einzig mögliche Lösung die militärischen Offensive.

### Militärisches Vorgehen
Am 10. April 1547 verließ eine Flotte von 19 Schiffen mit 820 Soldaten an Bord den Hafen von Panama. Durch schlechtes Wetter wurde die Formation der Flotte aufgelöst. Pedro de la Gasca ging mit seiner Begleitung am 31. Mai 1547 im Hafen von Manta an Land. Bei Jauja, nicht weit von der Hauptstadt des Vizekönigreichs entfernt, fand eine Konzentration der königlichen Truppen statt. Zu dieser Zeit wurden 700 Arkebusenschützen, 500 Pikeniere und 400 Reiter gezählt. Im Februar 1548 erhielt das Heer Verstärkung durch Soldaten aus dem Gouvernement Popayán, aus Guatemala und von Pedro de Valdivia mit Truppen aus der Provinz Chile.
Am 9. April 1548 fand die lang erwartete Schlacht in der Ebene von Jaquijahuana statt. Auf dem Schlachtfeld waren 18 Geschütze, 600 Reiter, 1.400 Arkebusiere und ein großes Kontingent an Pikenieren versammelt. Es kam jedoch nicht zu einer richtigen Schlacht, sondern zu einer Auflösung des Heeres der Aufständischen. Es gab kaum zwanzig Tote. Nach einem Angriff der Artillerie und einer kurzen Konfrontation zwischen den Soldaten der beiden Seiten entschieden sich die meisten Rebellen für den Rückzug. Die Anführer der aufrührerischen Seite wurden gefangen genommen. Gegen sie wurde ein Schnellprozess unter dem Vorsitz von Marschall Alonso de Alvarado und dem Oidor Andrés de Cianea geführt. Mit Rücksicht auf seine Eigenschaft als geweihter Priester gehörte Pedro de la Gasca nicht dem Gericht an, das 48 Todesurteile aussprach. Viele andere erhielten als Strafe Peitschenhiebe, Verbannung, Galeerendienst und Einzug ihrer Güter.

### Kontrolle der Verwaltung und der Gerichte
Nachdem die Soldaten besoldet waren, überprüfte Pedro de la Gasca die bestehenden Encomiendas und verteilte freie an Personen, die sich bei der Bekämpfung des Aufstandes gegen die königliche Herrschaft verdient gemacht hatten. Das Ergebnis führte bei einigen Betroffenen, die sich benachteiligt fühlten, zu heftigen Reaktionen.
In der folgenden Zeit widmete sich Pedro de la Gasca den typischen Aufgaben eines Präsidenten einer Audiencia in Hispanoamerika. Er untersuchte die Amtsführung seiner Vorgänger und der derzeitigen Beamten und Richter. Er kümmerte sich um die Einhaltung der Schutzgesetze für die einheimische Bevölkerung und ihre Evangelisierung. Er sorgte dafür, dass die Steuern und Abgaben gemäß den Vorschriften entrichtet wurden. Er überprüfte die Satzungen der Städte und setzte neue königliche Richter und Beamte ein. Um unzufriedene Soldaten zu beschäftigen, förderte er Kolonisierungsexpeditionen in verschiedene Regionen an den Grenzen des Vizekönigreichs. Über seine Tätigkeit schickte er Berichte an den Indienrat und auch direkt an den König. Er hinterließ seinem Nachfolger eine Art politisches Testament, in dem er alle seine Eindrücke, über die Art wie Peru zu regieren sei, darstellte. Nach seiner eigenen Erklärung schrieb er alles auf, worauf er glaubte zum Nutzen seines Nachfolgers hinweisen zu müssen, damit der nicht alles neu herausfinden müsse.

### Rückkehr nach Europa
Bereits nach der Schlacht von Schlacht von Jaquijahuana hatte Pedro de la Gasca den König gebeten, ihm, nachdem er das Ziel seines Aufenthaltes in Peru erreicht hatte, die Rückkehr nach Europa zu gestatten und einen neuen Vizekönig für Peru und Präsidenten der Audiencia zu ernennen. Am 4. Juli 1549 unterzeichnete der Monarch in Brüssel die Bestimmungen, mit denen Antonio de Mendoza y Pacheco zum Vizekönig von Peru und zum Präsidenten der Audiencia de Lima ernannt wurde. In einem Brief vom 9. Oktober 1549 forderte der König Pedro de la Gasca auf, die gesammelten Steuereinnahmen so schnell wie möglich nach Panama zu schicken und in Lima auf die Ankunft des neuen Vizekönigs zu warten. Als Pedro de la Gasca im Januar 1550 Lima mit einer bedeutenden Menge an Edelmetall verließ, hatte er die Anweisungen noch nicht erhalten. Am 24. Mai 1550 verließen die Schiffe, die die Einnahmen des Königs aus dem Vizekönigreich Peru transportierten, den Hafen von Nombre de Dios. Sie kamen am 20. September 1550 in Sanlúcar de Barrameda an. Nachdem Pedro de la Gasca in Valladolid der Regentin Maria und dem Indienrat Bericht erstattet hatte, wurde er aufgefordert an den Hof König Karls zu reisen.
Auf den Vorschlag des Königs ernannte Papst Julius III. Pedro de la Gasca am 6. April 1551 zum Bischof von Palencia. Er erhielt am 7. Mai 1551 in Barcelona die Bischofsweihe. Ohne seine Diözese zu besuchen und in Besitz zu nehmen, erreichte er im Juli 1551 den kaiserlichen Hof in Augsburg. Karl V. bedankte sich für sein vorbildliches Verhalten und bat ihn, sich als Spezialist für Fragen Iberoamerikas und der Religion dem Hofstaat anzuschließen. Er verbrachte nahezu ein Jahr im Gefolge des Kaisers, bis dieser ihm erlaubte, nach Spanien zurückzukehren, um seine Aufgaben als Bischof von Palencia wahrzunehmen.

## Tätigkeit als Bischof
Am 25. März 1553, mehr als zwei Jahre nach seiner Ernennung zum Bischof, kam er zum ersten Mal in seine Diözese und wurde er in Palencia feierlich empfangen. Obwohl sein Bischofsamt nicht unvereinbar mit seinem Amt als Oidor im Tribunal del Santo Oficio de la Inquisición war, legte er dieses nieder, um sich ganz der Leitung seines Bistums zu widmen. Als Bischof vertrat er die Ziele der Gegenreformation wie sie auf dem Konzil von Trient beschlossen wurden und setzte sich dafür ein, die Autorität der Bischöfe gegenüber den jeweiligen Domkapiteln zu stärken.
In den letzten Monaten des Jahres 1556 beauftragte Karl V. den Bischof, die beiden Schwestern des Kaisers, Eleonore und Maria, die zur portugiesischen Grenze reisten, um die Infantin Maria von Portugal zu treffen, auf ihrem Weg von Valladolid nach Badajoz zu begleiten.
Das Bistum Sigüenza war eine der wichtigsten Diözesen in der kastilischen Kirchenorganisation. Als der Bischofsstuhl im November 1560 vakant wurde, schlug Philipp II. Pedro de la Gasca vor. Die entsprechenden Bullen für dessen Einsetzung als Bischof von Sigüenza wurden vom Heiligen Stuhl am 2. Juni 1561 ausgefertigt. Der feierliche Einzug in die Stadt fand am 11. August 1561 statt.

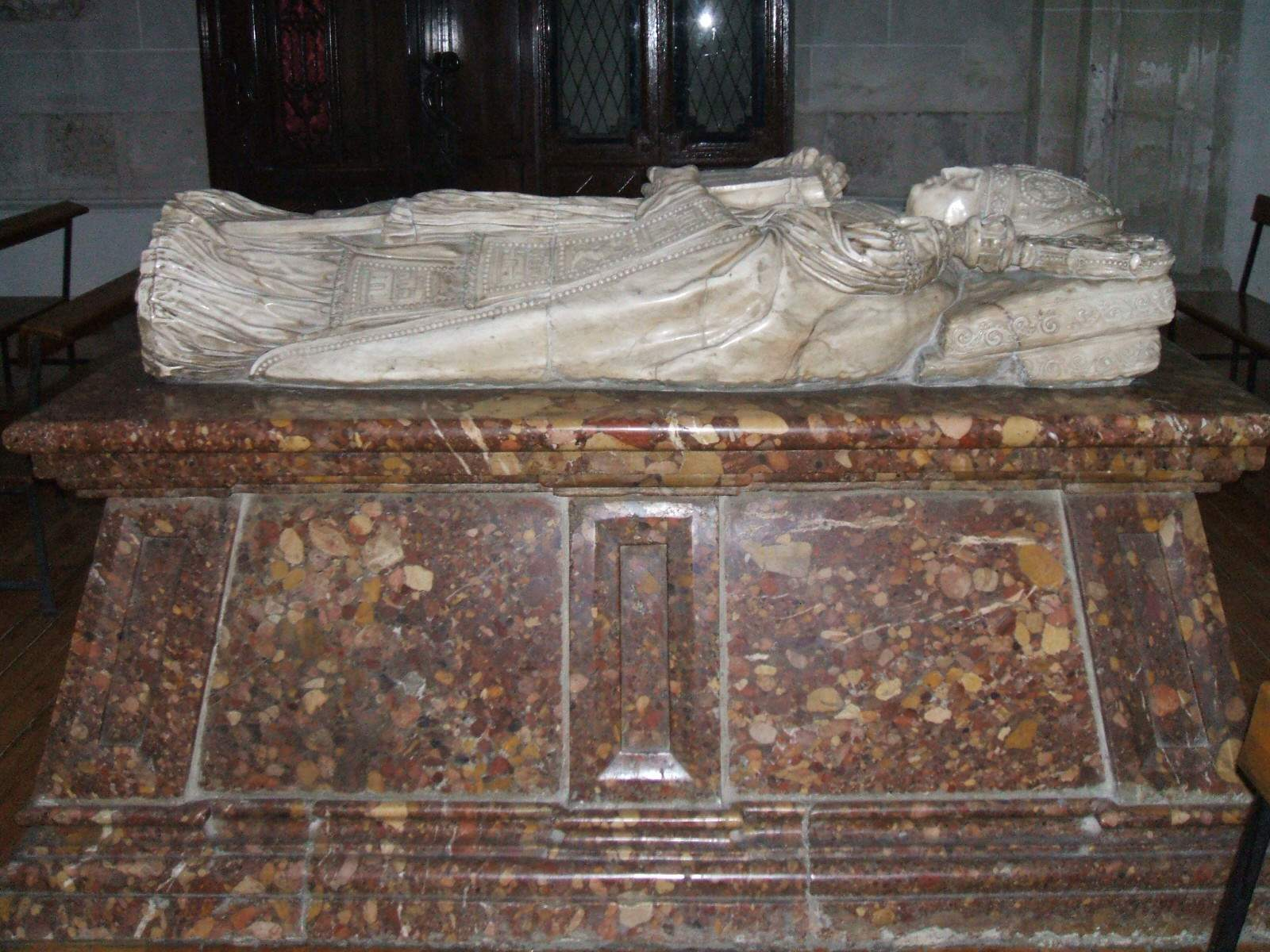
Grabdenkmal in der Kirche Santa María Magdalena in Valladolid

Am Montag, dem 10. November 1567, verstarb Pedro de la Gasca im Alter von 74 Jahren in seiner Residenz, dem Castillo de los Obispos de Sigüenza. Er wurde in der Kirche der hl. Magdalena in Valladolid beigesetzt. Bereits seit dem Jahr 1563 hatte Pedro de la Gasca diese Kirche als seine Grabkirche vorgesehen. Er ließ das beschädigte Gebäude restaurieren und stellte Mittel für den Unterhalt des Priesters, des Sakristans und der Kapläne bereit. Sein Grabdenkmal wurde von Esteban Jordán geschaffen, von dem auch der Hauptaltar der Kirche gestaltet wurde.